# Paddy Pimblett
Pour les articles homonymes, voir Pimblett.
 (octobre 2021).
La mise en forme du texte ne suit pas les recommandations de Wikipédia : il faut le « wikifier ».
Les points d'amélioration suivants sont les cas les plus fréquents :
- Les titres sont pré-formatés par le logiciel. Ils ne sont ni en capitales, ni en gras.
- Le texte ne doit pas être écrit en capitales (les noms de famille non plus), ni en gras, ni en italique, ni en « petit »…
- Le gras n'est utilisé que pour surligner le titre de l'article dans l'introduction, une seule fois.
- L'italique est rarement utilisé : mots en langue étrangère, titres d'œuvres, noms de bateaux, etc.
- Les citations ne sont pas en italique mais en corps de texte normal. Elles sont entourées par des guillemets français : « et ».
- Les listes à puces sont à éviter, des paragraphes rédigés étant largement préférés. Les tableaux sont à réserver à la présentation de données structurées (résultats, etc.).
- Les appels de note de bas de page (petits chiffres en exposant, introduits par l'outil «  Source ») sont à placer entre la fin de phrase et le point final[comme ça].
- Les liens internes (vers d'autres articles de Wikipédia) sont à choisir avec parcimonie. Créez des liens vers des articles approfondissant le sujet. Les termes génériques sans rapport avec le sujet sont à éviter, ainsi que les répétitions de liens vers un même terme.
- Les liens externes sont à placer uniquement dans une section « Liens externes », à la fin de l'article. Ces liens sont à choisir avec parcimonie suivant les règles définies. Si un lien sert de source à l'article, son insertion dans le texte est à faire par les notes de bas de page.
- La présentation des références doit suivre les conventions bibliographiques. Il est recommandé d'utiliser les modèles {{Ouvrage}}, {{Chapitre}}, {{Article}}, {{Lien web}} et/ou {{Bibliographie}}. Le mode d'édition visuel peut mettre en forme automatiquement les références.
- Insérer une infobox (cadre d'informations à droite) n'est pas obligatoire pour parachever la mise en page.

Pour une aide détaillée, merci de consulter Aide:Wikification.
Si vous pensez que ces points ont été résolus, vous pouvez retirer ce bandeau et améliorer la mise en forme d'un autre article.
Patrick Pimblett, plus connu sous le nom de Paddy Pimblett, né le 3 janvier 1995 à Liverpool est un pratiquant anglais d'arts martiaux mixtes (MMA), surnommé « The Baddy » (qu'on peut traduire par « le méchant »). Paddy s'entraîne au club Next Generation MMA (Liverpool) et combat depuis septembre 2021 en Ultimate Fighting Championship (UFC), catégorie des poids légers.
Avant l'UFC, Paddy a combattu près de dix ans au sein de l'organisation européenne du Cage Warriors, entre 2012 et 2021. Il y remportera notamment les ceintures des poids plumes.

## Biographie
L'année de ses 15 ans, après avoir vu Vitor Belfort gagner contre Rich Franklin lors de l'UFC 103, Paddy sera motivé pour sortir courir à cinq heures du matin, en imaginant l'annonceur Bruce Buffer lancer son nom dans l'octogone. Une semaine plus tard, il passe les portes de la salle de Next Generation MMA, chez lui, à Liverpool et commencera à s'entraîner quatre fois par semaine en ayant pour objectif de devenir un combattant professionnel.

## Carrière

### Arts martiaux mixtes

#### Début de carrière
Paddy fait ses débuts à l'âge de 17 ans contre l'Anglais Nathan Thompson (4-33). Pimblett remportera le combat de façon convaincante par TKO (KO technique) au premier round.

#### Cage Warriors
Paddy fait ses débuts dans l'organisation lors du CW 56 contre un autre débutant invaincu du Cage Warriors : Florian Calin (2-0). Pimblett gagnera par décision unanime. Après neuf combats et une seule défaite dans l'organisation pour un résultat global de 11-1, Pimblett rencontre le vétéran français Johnny Frachey (18-10) pour le titre vacant des poids plume lors du CW 78. Paddy remportera le titre  par TKO au premier round.
Après une absence de la cage pour une convalescence de 18 mois, Pimblett affrontera le vétéran Irlandais du BAMMA (en) et du Brave CF (en), Decky Dalton (10-4) lors du CW 113, le 20 mars 2020. Pimblett emportera la victoire par un TKO express au premier round.

#### UFC
À deux reprises, l'UFC a voulu signer avec Paddy sans succès. La première fois après qu'il a remporté le titre poids plume du Cage Warriors, puis pour l'UFC Fight Night 130 (en) à Liverpool en mai 2018. Il a choisi de refuser les deux fois, car il obtient une meilleure offre financière de la part du Cage Warriors.
La troisième fois sera la bonne pour l'UFC : après sa dernière victoire spectaculaire contre Davide Martinez lors du CW 122, l'organisation se rapproche une nouvelle fois de Paddy qui accepte cette fois-ci de signer. Ayant déjà acquis une certaine notoriété au sein du Cage Warriors, Paddy signe pour combattre directement sur une main card, lors de l'UFC Fight Night 191 (en) planifié pour le 4 septembre 2021 à l'UFC Apex.

### Grappling
Après son combat au CW 96 contre le Danois Soren Bak, Paddy s'en sort avec une main blessée et est contraint à une convalescence qui se prolonge. Il choisit d'en profiter pour faire ses débuts en grappling (lutte), lors du Polaris 11 à Manchester en 2019. Il perd contre Stevie Ray par « heel hook » (clé de genou en rotation).

## Palmarès en arts martiaux mixtes
| 26 combats     | 23 victoires | 3 défaites |
| Par KO         | 7            | 0          |
| Par soumission | 10           | 1          |
| Sur décision   | 6            | 2          |

| Résultat | Record | Adversaire        | Méthode                                | Événement                             | Date               | Round | Temps | Lieu                          | Notes                                                   |
| -------- | ------ | ----------------- | -------------------------------------- | ------------------------------------- | ------------------ | ----- | ----- | ----------------------------- | ------------------------------------------------------- |
| Victoire | 23-3   | Michael Chandler  | TKO (coups de coude et coups de poing) | UFC 314 : Volkanovski contre Lopes    | 12 avril 2025      | 3     | 3:07  | Miami, Floride, États-Unis    | Performance de la soirée.                               |
| Victoire | 22-3   | King Green        | Soumission (étranglement en triangle)  | UFC 304: Edwards vs. Muhammad II      | 28 juillet 2024    | 1     | 3:22  | Manchester, Angleterre        | Performance de la soirée.                               |
| Victoire | 21-3   | Tony Ferguson     | Décision unanime                       | UFC 296: Edwards vs. Covington        | 16 décembre 2023   | 3     | 5:00  | Las Vegas, Nevada, États-Unis |                                                         |
| Victoire | 20-3   | Jared Gordon      | Décision unanime                       | UFC 282: Blachowicz VS. Ankalaev      | 11 décembre 2022   | 3     | 5:00  | Paradise, Nevada, États-Unis  |                                                         |
| Victoire | 19-3   | Jordan Leavitt    | Soumission (étranglement arrière)      | UFC Fight Night: Blaydes VS. Aspinall | 23 juillet 2022    | 2     | 2:46  | Londres, Angleterre           |                                                         |
| Victoire | 18-3   | Rodrigo Vargas    | Soumission (étranglement arrière)      | UFC Fight Night: Volkov vs. Aspinall  | 19 mars 2022       | 1     | 3:49  | Las Vegas, Nevada, États-Unis | Performance de la soirée.                               |
| Victoire | 17-3   | Luigi Vendramini  | TKO (coups de poing)                   | UFC Fight Night: Brunson vs. Till     | 4 septembre 2021   | 1     | 4:25  | Las Vegas, Nevada, États-Unis | Performance de la soirée.                               |
| Victoire | 16-3   | Davide Martinez   | Soumission (étranglement arrière)      | CW 122                                | 20 mars 2021       | 1     | 1:37  | Londres, Angleterre           |                                                         |
| Victoire | 15-3   | Decky Dalton      | TKO (coups de poing)                   | CW 113                                | 20 mars 2020       | 1     | 2:51  | Manchester, Angleterre        |                                                         |
| Défaite  | 14-3   | Søren Bak         | Décision unanime                       | CW 96                                 | 1er septembre 2018 | 5     | 5:00  | Liverpool, Angleterre         | Pour le titre vacant des poids légers du Cage Warriors. |
| Victoire | 14-2   | Alexis Savvidis   | Soumission (Flying Triangle Choke)     | CW 90                                 | 24 février 2018    | 2     | 0:53  | Liverpool, Angleterre         |                                                         |
| Défaite  | 13-2   | Nad Narimani      | Décision unanime                       | CW 82                                 | 1er avril 2017     | 5     | 5:00  | Liverpool, Angleterre         | Perd le titre des poids plumes du Cage Warriors.        |
| Victoire | 13-1   | Julian Erosa      | Décision unanime                       | Cage Warriors: Unplugged 1            | 12 novembre 2016   | 5     | 5:00  | Londres, Angleterre           | Défend le titre des poids plumes du Cage Warriors.      |
| Victoire | 12-1   | Johnny Frachey    | TKO (coups de poing)                   | CWFC 78                               | 10 septembre 2016  | 1     | 1:35  | Liverpool, Angleterre         | Remporte le titre des poids plumes du Cage Warriors.    |
| Victoire | 11-1   | Teddy Violet      | Soumission (étranglement arrière)      | CWFC 77                               | 8 juillet 2016     | 2     | 2:28  | Londres, Angleterre           |                                                         |
| Victoire | 10-1   | Ashleigh Grimshaw | Décision unanime                       | CWFC 75                               | 15 avril 2016      | 3     | 5:00  | Londres, Angleterre           |                                                         |
| Victoire | 9-1    | Miguel Haro       | Soumission (Rear-Naked Choke)          | Full Contact Contender 13             | 20 juin 2015       | 1     | 4:46  | Manchester, Angleterre        | Défend le titre des poids plumes du FCC.                |
| Victoire | 8-1    | Kevin Petshi      | Soumission (Rear-Naked Choke)          | Full Contact Contender 12             | 28 mars 2015       | 2     | 1:56  | Manchester, Angleterre        | Remporte le titre des poids plumes du FCC.              |
| Victoire | 7-1    | Stephen Martin    | TKO (Doctor Stoppage)                  | CWFC 73                               | 1er novembre 2015  | 2     | 1:56  | Newcastle, Angleterre         |                                                         |
| Victoire | 6-1    | Conrad Hayes      | Soumission (Triangle Armbar)           | CWFC 68                               | 3 mai 2014         | 1     | 3:17  | Liverpool, Angleterre         |                                                         |
| Victoire | 5-1    | Martin Sheridan   | Décision (Unanime)                     | CWFC 65                               | 1er mars 2014      | 3     | 5:00  | Dublin, Irlande               |                                                         |
| Défaite  | 4-1    | Cameron Else      | Soumission (Anaconda Choke)            | CWFC 60                               | 5 octobre 2013     | 1     | 0:35  | Londres, Angleterre           |                                                         |
| Victoire | 4-0    | Florian Calin     | Décision (Unanime)                     | CWFC 56                               | 6 juillet 2013     | 3     | 5:00  | Londres, Angleterre           |                                                         |
| Victoire | 3-0    | Jack Drabble      | TKO (Coups de poing)                   | OMMAC 17 - High Octane                | 1er juin 2013      | 1     | 0:21  | Londres, Angleterre           |                                                         |
| Victoire | 2-0    | Dougie Scott      | Soumission (Flying Triangle Choke)     | Cage Contender Fight Stars            | 1er décembre 2012  | 1     | 2:09  | Liverpool, Angleterre         |                                                         |
| Victoire | 1-0    | Nathan Thompson   | TKO (Submission to Strikes)            | OMMAC 15 - Legacy                     | 16 octobre 2012    | 1     | 1:51  | Liverpool, Angleterre         |                                                         |